# Ab urbe condita
Ab urbe condita (uttalas [ab 'orbe 'kåndita], i klassisk ortografi ABVRBECONDÍTA; förkortat a. u. c.; varianter: Anno ab urbe condita, A. a. U. C. eller Ab Urbe Condita) är latin för 'från stadens grundläggning', och syftar på Roms grundande, enligt traditionen år 753 f.Kr., och är benämningen på den klassiska romerska tideräkningen. År 2025 i den gregorianska kalendern är 2778 om man räknar "Ab urbe condita".
Vanligare var dock att romarna benämnde åren efter vilka som var konsuler eller, under kejsartiden, utifrån antal år en kejsare hade regerat.
Prepositionen a eller ab betyder 'från', substantivet urbs 'stad' och adjektivet conditus 'grundad'. I den här latinska meningen beskriver ett adjektiv ett feminint substantiv, därför ändras adjektivets genus från maskulint till feminint. På grund av prepositionen i den här meningen ändras urbs condita från nominativform till ablativform: urbe condita. Meningen betyder då ordagrant 'från den grundade staden'.